# Зара (Шмелн)
Зара (њем. Saara) општина је у њемачкој савезној држави Тирингија. Једно је од 40 општинских средишта округа Алтенбургер Ланд. Према процјени из 2010. у општини је живјело 3.105 становника. Посједује регионалну шифру (AGS) 16077056.

## Географски и демографски подаци
Зара се налази у савезној држави Тирингија у округу Алтенбургер Ланд. Општина се налази на надморској висини од 189 метара. Површина општине износи 42,7 km². У самом мјесту је, према процјени из 2010. године, живјело 3.105 становника. Просјечна густина становништва износи 73 становника/km².

## Међународна сарадња
| Мјесто | Држава     | Врста сарадње | Од    |
| ------ | ---------- | ------------- | ----- |
|        | Швајцарска | контакт       | 2000. |
| Извор  |            |               |       |